# کیرستن ونزل
کیرستن ونزل (انگلیسی: Kirsten Wenzel؛ زادهٔ ۲۷ فوریهٔ ۱۹۶۱) قایقران روئینگ اهل آلمان شرقی بود.
وی در مسابقات کشوری و بین‌المللی در مجموع برندهٔ ۲ مدال طلا، ۲ مدال نقره، ۲ مدال برنز شده‌است.